# NGC 5969
NGC 5969 est une lointaine galaxie lenticulaire située dans la constellation du Dragon. Sa vitesse par rapport au fond diffus cosmologique est de 11 871 ± 4 km/s, ce qui correspond à une distance de Hubble de 175 ± 12 Mpc (∼571 millions d'al). NGC 5969 a été découverte par l'astronome américain Lewis Swift en 1885.
Selon la base de données Simbad, NGC 5969 est une radiogalaxie.
À ce jour, une mesure non basée sur le décalage vers le rouge (redshift) donne une distance d'environ 131,000 Mpc (∼427 millions d'al). Cette valeur est loin à l'extérieur des valeurs de la distance de Hubble, mais compatible avec celles-ci. Notons que c'est avec la valeur moyenne des mesures indépendantes, lorsqu'elles existent, que la base de données NASA/IPAC calcule le diamètre d'une galaxie et qu'en conséquence le diamètre de NGC 5969 pourrait être d'environ 45,3 kpc (∼148 000 al) si on utilisait la distance de Hubble pour le calculer.